# Kashitu (Kapiri Mposhi)
Kashitu è un ward dello Zambia, parte della Provincia Centrale e del Distretto di Kapiri Mposhi.